# Талита Южная
Каппа Большой Медведицы (κ UMa / κ Ursae Majoris / κ Большой Медведицы) — является двойной звездой в созвездии Большая Медведица. Система расположена на расстоянии приблизительно 423 световых года от Земли и имеет другие названия Талита Южная (Talitha Australis, «Третья Южная») и Эль Кофрах (Al Kaprah). Оба компонента двойной звезды — A-типа. Орбитальный период обращения составляет 36 или 74 года. Эти две звезды удалены друг от друга на расстояние 0.13 угловых секунд.